# 滨江新区 (马鞍山市)
滨江新区是长江流域马鞍山市设立的四个县级管理区之一，另外三个为博望新區、秀山新区、龙山新区。管辖当涂县博望、丹阳和新市三个乡镇。